# Kościół Świętego Jerzego i Świętej Jadwigi w Kłecku
Kościół Świętego Jerzego i Świętej Jadwigi w Kłecku – kościół parafialny w mieście Kłecko, w województwie wielkopolskim.
Kościół został zbudowany w stylu późnogotyckim w XVI wieku, przebudowany w 1781, rozbudowany o wieżę i kaplicę w 1930. We wnętrzu świątyni znajduje się ołtarz główny, tryptyk renesansowy z 1596, rzeźbiony i malowany przez poznańskiego artystę, bardzo znanego wówczas Mateusza Kossiora (Kossyora). Jest on jedynym sygnowanym przez Kossyora dziełem, które zachowało się do dziś. Ołtarz powstał z inicjatywy ówczesnego proboszcza w Kłecku księdza Marcina z Kłecka.
Świątynia mieści się przy ulicy Kościelnej i znajduje się na Szlaku Kłeckich Świątyń.